# Nicola Daly
Pour les articles homonymes, voir Daly.
Nicola Daly est une joueuse de hockey sur gazon irlandaise évoluant au poste de milieu de terrain au Loreto HC et pour l'équipe nationale irlandaise.

## Biographie
- Naissance le 3 avril 1988 à Dublin.

## Carrière
Elle a fait partie de l'équipe nationale pour concourir à la Coupe du monde 2018 à Londres.

## Palmarès
- : 2e à la Coupe du monde 2018.